# Прага E-211
Прага E-211 је чехословачки путнички авион са четири седишта. То је двомоторни висококрилни моноплан који је направљен у Фабрици авиона Прага 1947. године.

## Пројектовање и развој
После рата, инж. Јарослав Шлехта је наставио свој пројекат аеротаксија који је ратом прекинут. Прототип новог авиона, назван Прага Е-211, полетео је 1. јула 1947. године и био је запањујуће сличан свом претходнику, авиону Е-210 у свом коначном облику: висококрило, два мотора са потисном елисом, троструки вертикални стабилизатор, стајни трап типа трицикл. Нови авион је био аеродинамички деликатнији и структура је била сва дрвена у поређењу са мешовитим конструкцијом авиона Е-210.
На конкурсу Министарства саобраћаја за нови мали транспортни авион победио је савременији метални Аеро Ае-45 са бољим перформансама и потенцијалом за даљи развој. И то је био крај малог комерцијалног авиона Прага Е-211. Први прототип ја након успешно  положеног теста добио регистарски број OK-BFA. Међутим, до серијске производње никада није дошло.
Оба направљена прототипа авиона Е-211, су неко време били повучени и пропадали на периферији аеродрома Летња, званично су отказани тек 1951. Штета је велика, јер би ова елегантна летелица, ако се није могла ни за шта друго искористити, сигурно би била редак и драгоцени музејски експонат. Планирано је да се направи осмоседни Е-212 на бази Е-211, али је овај пројекат остао само на папиру.

## Технички опис
Авион Прага E-211 је био висококрилни конзолни моноплан са два крилна мотора и потисним елисама. Имао је затворену кабину са 4 седишта, реп са тродуплим вертикалним стабилизаторима и фиксни стајни трап са носним точком (типа трицикл). Технички опис је направљен на основу података из извора
Правоугаона конструкција од заварене челичне цеви, кљун и део кабине обложен шперплочом, а остатак трупа пресвучен платном. У трупу се налази затворена кабина за четворо седишта у два реда, са дуплим командама на предњим седиштима. Велики простор за пртљаг иза кабине, са приступом изнутра. Пространа кабина у предњем делу трупа била је опремљена великим прозорима, а зидови су били звучно и топлотно изоловани. Због удаљености мотора од кабине, кабина је била тиха и веома пријатна за путовање. Улазна врата у кабину пиолота су била са десне стране а у путничку кабину са леве стране авиона.
Погонска група се састоји од два Валтер Минор 4-III четвороцилиндрична ваздушно хлађена инверзна (са висећим цилиндрима) линијска мотора снаге 77 kW (105 KS). Мотори су постављени на носаче направљени од заварених челичних цевни. Мотори су постављени на излазним ивицама крила са дрвеним двокраким потисним елисама фиксног корака. Један заједнички резервоар за гориво се налази у средишњем делу крила а резервоари за уље у гондолама мотора.
Крило је било једноделно, трапезастог облика са заобњеним крајевима. Нападна ивица крила је била закошена у односу на труп авиона (стреласта) док је излазна ивица била управна на осу трупа авиона. Конструкција крила, са две рамењаче је била дрвена са облогом од шперплоче. Носећа конструкција елерона је била од заварених челичних цеви са платненом облогом. Дрвени закрилци типа Шренк налазили су се између елерона и гондола мотора. Мотори су се налазили на излазној ивици ктила.
Тип моноплана, са тродуплим вертикалним стабилизаторима и кормилима правца. Вертикални и хоризонтални стабилизатор имају дрвену конструкцију са облогом од шперплоче. Кормила правца имају дрвене оквире обложене платном. Кормило дубине има заварене оквире од челичних цеви и платнену облогу.
Стајни трап је био фиксан (неувлачели), типа трицикл са предњим точком. У ногама стајног трапа су били уграђени уљно-пнеуматски амортизери. Точкови су били од Прага Електрон материјала, са Дунлоп кочницама и нископритисним гумама.

## Верзије
Авион је направљен у једном примерку (прототип).

## Оперативно коришћење
Авион Прага Е-211 коришћен је само за изложбе (Брисел 1947.) и паралелно тестирање са конкутентским авионом Ае-45.

## Земље које су користиле авион
- Чехословачка